# クマーリラ
クマーリラ・バッタ(कुमारिलभट्टःKumārila Bhaṭṭa,fl.700年頃)は中世インドのヒンドゥー教ミーマーンサー学派の哲学者である。『シュローカ・バールティカ』(Shlokavārtika)、『タントラ・バールティカ』(Tantravārtika)、『トゥプ・ティーカー』(Tuptīkā)の著者である。バッタはヴェーダの最高優位性を絶対視しており、『ミーマーンサー・スートラ』の擁護者で、常習的な儀式主義者であった。彼の哲学を実存的リアリズムに分類する学者もいる。クマーリラは特にヴェーダの犠牲式を禁じた仏教思想の観点から仏教を批判していた。彼の批判はインドにおける仏教の衰退がはじまった時期とも重なることからインドにおける仏教の衰退の一因になったとも考えられている。